# ぼうついくん
ぼうついくんは、財団法人暴力団追放運動推進都民センター（以下、暴追都民センター）のシンボルマーク。イメージ

## 概要
暴力団員による不当な行為の防止等に関する法律（暴力団対策法）に定められる暴力追放運動推進センターとして指定を受け、1992年5月1日より暴追都民センターが発足するに当たり、一般公募したシンボルマークである。
ぼうついくんは、「両手こぶしを高々と挙げて暴力団追放に勇敢に立ち上がる都民の顔」をユーモラスに表現しており、無名の時から機関紙、ポスター、配布物などにお目見えしていた。
しかし、このキャラクターには名前がなかったため、暴追都民センター発足15周年を迎えるに当たってふさわしい名前を一般公募した。その結果、応募総数1469通、応募名数1692通の中から最優秀作品「ぼうついくん」が選ばれ、2007年に晴れて暴力団追放運動シンボルマークとして命名された。
- 2007年10月19日、商標登録（登録番号：第5084241号）。

## お披露目
- 2007年12月、新宿繁華街犯罪組織排除協議会他の主催する「みかじめ料等不払い宣言大会」[2]において、ティッシュのロゴマークとストラップとして、暴排ポスターモデルとピーポくんファミリーに配布された。

- 同年11月に株式会社東京ドームが「東京ドームシティ暴力団等排除対策協議会」を設立[3]し、12月の設立総会において、暴排キャンペーンガール助川まりえらのお披露目に先立って、「ぼうついくん」の命名が紹介されている。